# Virgil Creek
Virgil Creek – rzeka w Stanach Zjednoczonych, w stanie Nowy Jork, w hrabstwie Tompkins. Rzeka jest jednym z dopływów Fall Creek, wpada do tejże w miejscowości Freeville. Długość cieku nie została określona, natomiast powierzchnia zlewni wynosi 106 km².